# テッド・ターナー

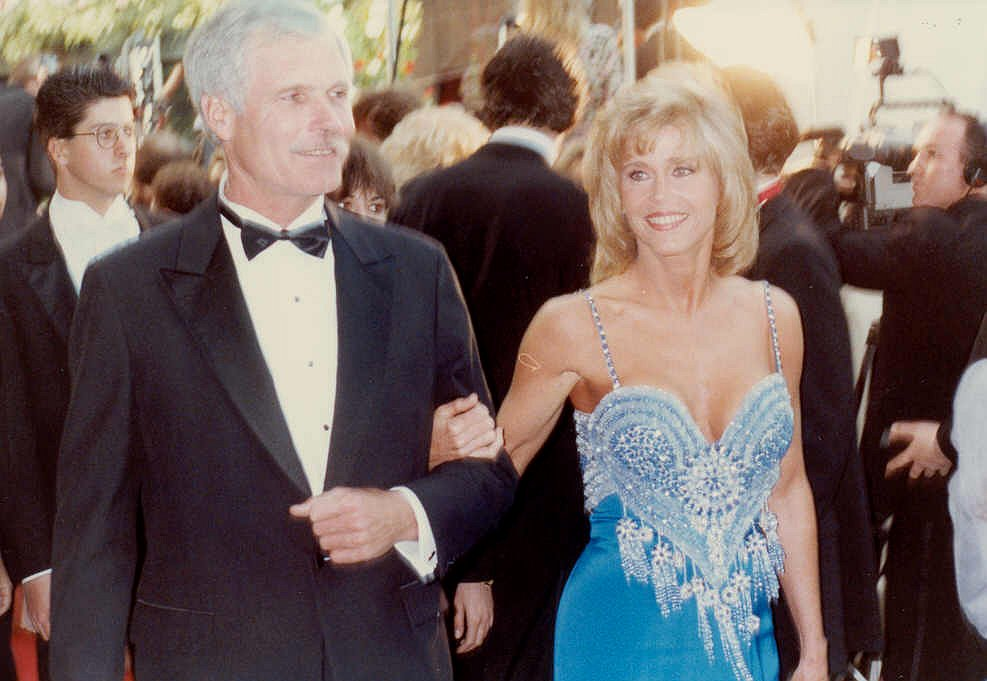
第62回アカデミー賞授賞式に出席するテッド・ターナーとジェーン・フォンダ（1990年3月26日、ロサンゼルス）

ロバート・エドワード・“テッド”・ターナー3世（英: Robert Edward "Ted" Turner III、1938年11月19日 - ）は、アメリカのメディア業界人。実業家。CNN創業者。国際連合など国際機関に多額の寄付をしていることでも知られる。オハイオ州シンシナティ生まれ。

## 経歴
自殺した父親の遺産を24歳の時に相続し、それを元手に1970年にアトランタのテレビ放送局を買収し、放送局事業に参入。その後これを元に創業したCNNは世界初のニュース専門局として発展。キャスターに有色人種を多用するなど、放送業界やテレビジャーナリズムを大きく変革させた。他にCNNよりも多くの国で放送されているアニメ専門チャンネルカートゥーン ネットワークらも創業している。1996年アトランタオリンピック開催にはその意向が反映されていた。
アメリカ大リーグ野球（MLB）チームのアトランタ・ブレーブス、アトランタ・ホークス、映画会社のメトロ・ゴールドウィン・メイヤーを買収。1977年当時のブレーブスは弱小チームで業を煮やしたターナーは自らシーズン途中に監督になったが1試合監督しただけで機構側に認められず退任した。同年にはヨットCourageousの船長としてアメリカスカップに出場し、優勝したが、その優勝会見において泥酔していたことが物議を醸した。1990年代アトランタ・ブレーブスは投手王国として地区優勝を何度も経験している。
1996年にはCNN、TNT、CN、ターナー・エンターテインメント、ニュー・ライン・シネマなどターナーのケーブルテレビ局・エンターテインメントビジネスを統括する事業持株会社ターナー・ブロードキャスティング・システム（TBS）がタイム・ワーナー社と合併。ターナーはタイム・ワーナーの副会長兼ケーブルネットワーク部門の会長に就いた。その後2001年にタイム・ワーナー社とAOL社は合併しAOLタイム・ワーナー社となった（その後社名をタイム・ワーナーに戻す）。2003年に副会長職を辞職、2006年には取締役からも退いた。現在、ターナーのタイム・ワーナーの所有率（普通株式ベース）は1%以下である。同年バウアー賞ビジネスリーダーシップ部門受賞。
『フォーブス』誌の2012年度世界長者番付によると、20億ドルの純資産を有する世界634位、米国224位の資産家である。全米各地に合計面積2百万エーカー（8,094 km2）以上の牧場を所有し、45,000頭以上のバイソン（野牛）を飼育している。バイソン肉のステーキハウス「テッズ・モンタナ・グリル（Ted's Montana Grill）」を全米に展開中。
1991年には女優のジェーン・フォンダと結婚したことでも話題になった。2001年に離婚。
2021年には、ニューメキシコ州トゥルース・オア・コンシクエンシーズ近くにて所有する牧場で1997年に発掘された恐竜の化石が新種と判明し、シエラケラトプス・トゥルネリ(ターナリ)と命名されている。